# Burgh (Países Baixos)
Burgh (51° 41′ N, 3° 44′ L) é uma cidade dos Países Baixos, na província de Zelândia. Burgh pertence ao município de Schouwen-Duiveland e está situada a 23 km, a norte de Midelburgo.
A área de Burgh, que também inclui as partes periféricas da cidade, bem como a zona rural circundante, tem uma população estimada em 1200 habitantes.